# 仲田友紀子
仲田友紀子（なかだ ゆきこ、1998年1月12日 - ）は日本の女優。ATプロダクション所属。
2020年7月12日から、子供番組『パニパニパイナ！2（スカパー）』でメア役を演じている。特技はジャズダンス、よさこい。

## 出演

### テレビドラマ
- スキャンダル専門弁護士 QUEEN 第9話（2019年3月9日 - フジテレビ）
- メンタル強め美女白川さん 第6話（2022年5月12日、テレビ東京） - アズちゃん 役
- 六本木クラス 第1話（2022年7月7日、テレビ朝日） - 生徒 役[4]
- Get Ready! 第7話（2023年2月19日、TBS） - 生徒 役[5]

### バラエティ番組
- 所さんお届けモノです！[6]（2018年9月30日 - TBS）再現VTR
- 芸能人が本気で考えた！ドッキリGP（2018年11月17日[7]、2019年1月12日[8]、2019年3月9日[9]、2019年9月7日[10] - フジテレビ）
- 日曜THEリアル！・特捜！最強FBI緊急捜査 日本の未解決事件を追う！[11]（2019年12月15日 - フジテレビ）再現VTR - 小杉美穂 役

### キッズ番組
- パニパニパイナ！2（2020年7月12日 - スカパー）- メア 役

### CM
- プロ野球開幕2019 西武ライオンズ編（スカパー）- 女子高生 役

### MV
- Mrs. GREEN APPLE「青と夏」[12]（2018年）

### 舞台
- やがて君になる[13]（2019年5月3日 - 2019年5月12日）- アンサンブル